# Aelteste Volkstedter Porzellanmanufaktur

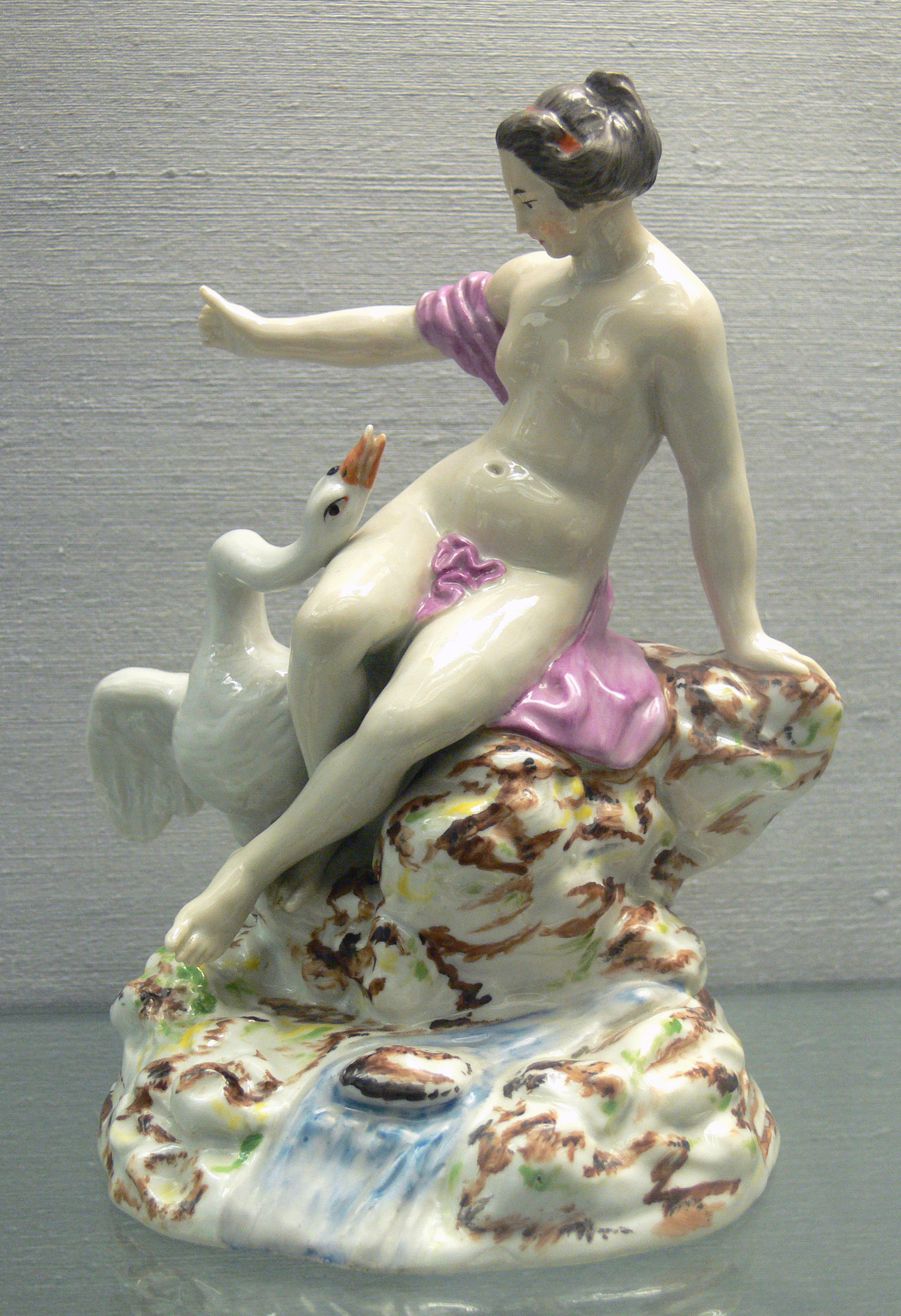
Leda mit dem Schwan, Volkstedt, um 1785

Die Aelteste Volkstedter Porzellanmanufaktur ist die älteste noch produzierende Porzellanmanufaktur Thüringens.

## Geschichte
Die Gründung geht auf Georg Heinrich Macheleid zurück, der nach jahrelangen Versuchen in der Glashütte Glücksthal 1760 die Zusammensetzung der richtigen Porzellanmasse, das Arcanum, entdeckte und bereits am 8. September 1760 das Privileg des Landesherrn zur Gründung einer Porzellanmanufaktur in Sitzendorf erhielt. 1762 wurde die Manufaktur in die Nähe des fürstlichen Hofes zu Schwarzburg-Rudolstadt nach Volkstedt verlegt.

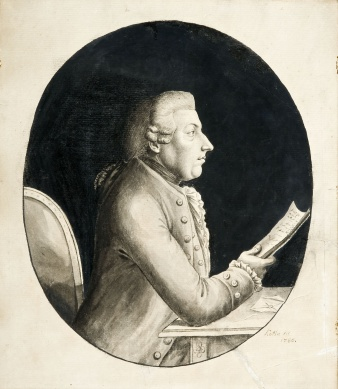
Bildnis des Kaufmanns Christian Nonne;
Tuschzeichnung von Franz Kotta, 1785, im Besitz des Angermuseums in Erfurt

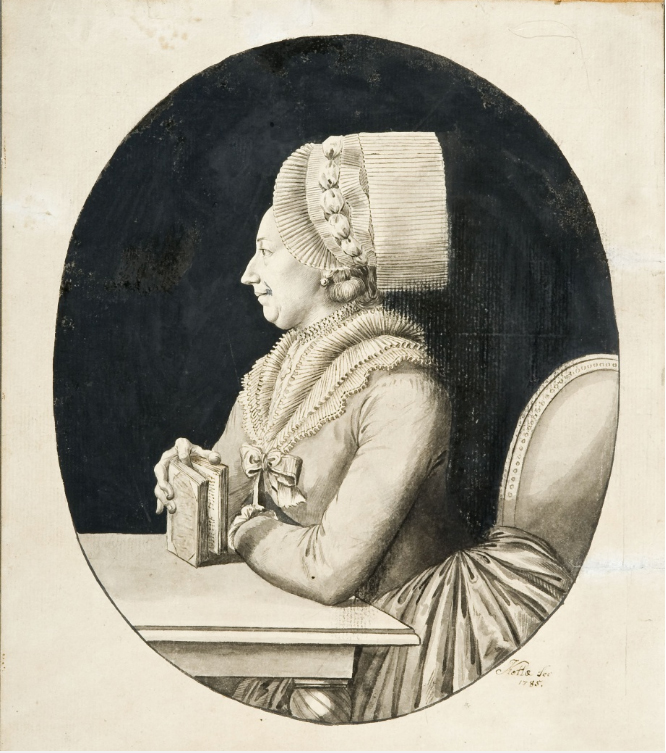
„Bildnis der Gattin des Kaufmanns Christian Nonne, Rosina Dorothea Nonne, geb. Bellermann“;
Franz Kotta, 1785, Angermuseum

1767 pachtete Christian Nonne (* 8. August 1733 in Erfurt, † 6. Januar 1813 in Gießhübel bei Luditz) das Unternehmen und führte es – nach anfänglichen Schwierigkeiten – dann zu großer künstlerischer und wirtschaftlicher Blüte.
1782 pachtete Nonne zudem die Porzellanmanufaktur Ilmenau, siedelte dann im Jahr 1800 auch nach Ilmenau über.

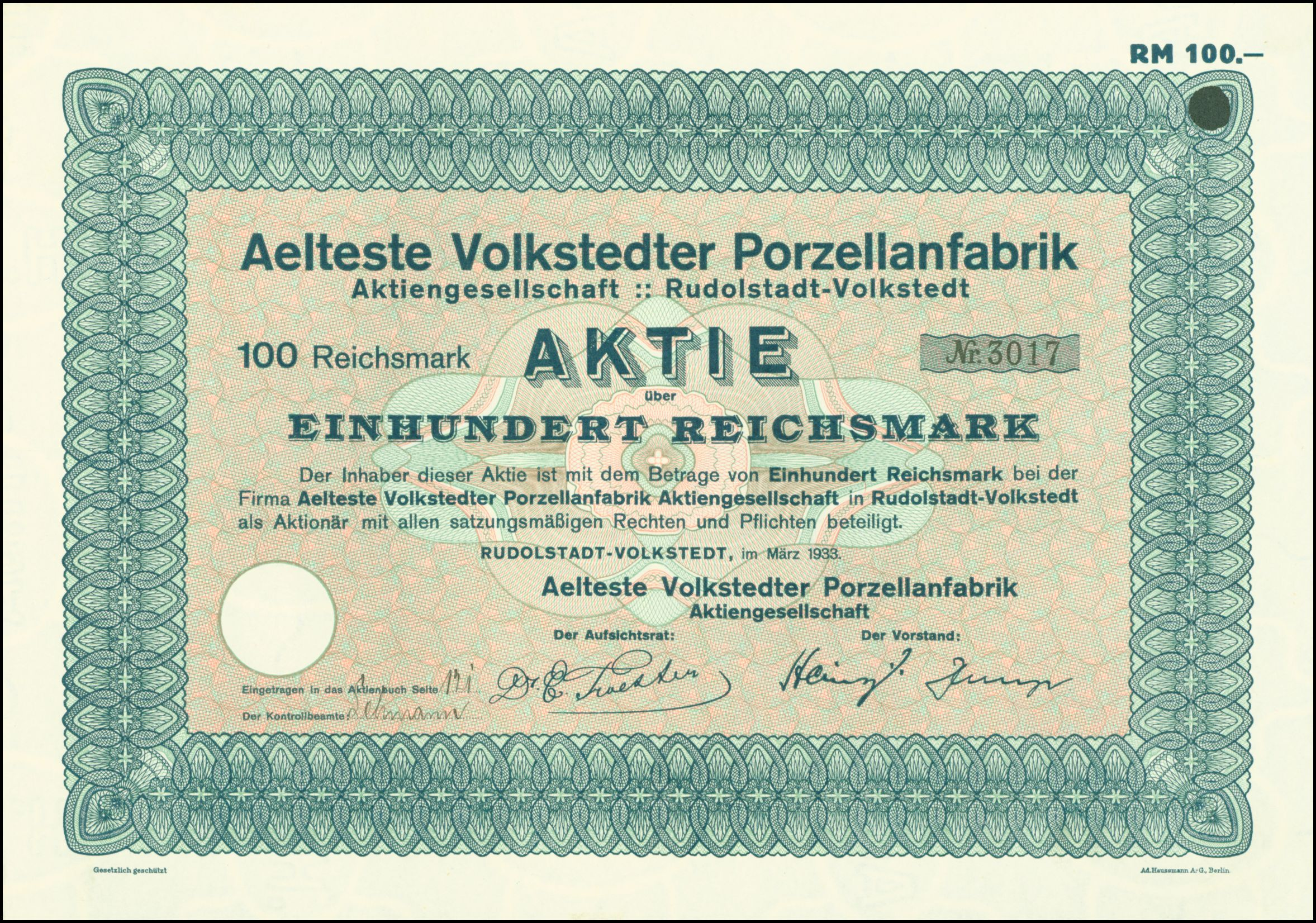
Aktie über 100 RM der Aeltesten Volkstedter Porzellanfabrik AG vom März 1933

## Bauhaus-Keramik
1923/24 führte die Aelteste Volkstedter einige Entwürfe der Bauhaus-Keramiker Theodor Bogler und Otto Lindig aus.

## Gläserne Porzellanmanufaktur
Im Jahr 1990 übernahm die Porzellanfabrik Tettau, eine Tochtergesellschaft von Seltmann Weiden, die Aelteste Volkstedter Porzellanfabrik. 2006/07 wurde das Fabrikgebäude der Porzellanmanufaktur aus dem 18. Jahrhundert zu einer Gläsernen Porzellanmanufaktur umgebaut. Besucher können nun die kunsthandwerkliche Entstehung der Werke verfolgen. Im ebenfalls neu eingerichtetem Werksmuseum sind Mustervorlagen, Modelle und Formen ausgestellt.
Jeder Herstellungsschritt wird ausschließlich von Hand ausgeführt. Berühmte historische Gegebenheiten und Personen wurden in Porzellan gefertigt, so zum Beispiel „Flucht der Gräfin Cosel“, Friedrich der Große, die Tänzerin Fanny Elssler, Flötenkonzert von Sanssouci.